# Doom (小説シリーズ)
Doom小説シリーズは、Dafydd ab HughとBrad Linaweaverによって共同執筆された4作（Knee-Deep in the Dead、Hell on Earth、Infernal Sky、Endgame）の近未来SF小説シリーズ。本シリーズは、当初はId Softwareが制作したファーストパーソン・シューティングゲーム『Doom』および『Doom II：Hell on Earth』を原作としているが、最初の2つの小説ではゲームからの複数の逸脱が存在し、次の2作ではゲームのストーリー展開から独立した方向に進んでいる。小説は主にアメリカ海兵隊のフォックス中隊に配属されたフリン・タッガート伍長の主観視点から書かれているが、小説の2作目と3作目では、キャラクターごとに視点が異なる。 
2008年2月26日にシリーズがリブートされ、『Doom 3』の流れを汲んで再開した。最初の本、『Worlds on Fire』は、『Doom 3』の脚本家であるマシュー・コステロが執筆し、 Pocket Star Booksが発売した。同作の主人公は、2145年に特殊海兵隊中尉のジョン・ケインである。シリーズの2作目の『Maelstrom』は、2009年3月31日に発売され、同じ作者と出版社を共有している。 

## キャラクター

### フリン・タッガート（Flynn Taggart）
シリーズの主人公であり語り手のフリン・"フライ"・タッガート伍長は、アメリカ合衆国海兵隊第15軽降下連隊フォックス中隊の一員であり、シリアル番号は888-23-9912である。彼はカトリックスクールで育ち、過度に宗教的ではないが、 神の存在を信じ尊敬している。彼は若くしてスペアパーツとスクラップから車を製造した優れた機械的スキルを持っており、大学教育を受けていないが、かなりの世渡り上手である。 
当初は上官を殴ったことで軍法会議にかけられることになっていたが、フォックスがフォボスでほぼ全滅したとき、フライは何かをできる数少ない立場の人間の一人になった。彼は思い入れがあるアーリーン・サンダース（恋愛とまではいかないが、兄姉のような関係）の運命を知るためだけに基地へと向かう。彼は一人でフォボスを通過し、ダイモスに到着したときにようやくアーリーンと出会う。 
地球にいる間、10代のジル・ラブレースはフライに惚れるが、彼は彼女を養女として見ている。 
フライは小説の中で2回昇進する。最初は軍曹に、後に彼の望みに反し中尉になる。彼は「doomデーモン」との戦いの第一人者と見なされている。

### アーリーン・サンダース（Arlene Sanders）
二人目の主人公、アーリーン・"AS"・サンダース一等兵はフォックス中隊のメンバーでもあり、フォックス中隊が虐殺された後、フライがフォボスにあるユニオン・エアロスペース・コーポレーションの施設に入るモチベーションとなる彼の親友である。彼女は、フライを除いて本シリーズ全作に登場する唯一のキャラクターである。ただし、彼女は小説以外の（架空の）Doomユニバースには存在しない。コンピュータゲームではフライが最後に生き残った人間として描かれているだけである。 
フォックス中隊の偵察兵であるアーリーン・サンダースは、中隊のゴフォス1等軍曹と共にウィリアム・テルルーチンを実行した後、女性として初めてこの中隊への参加を許可された。彼女はフォックス中隊の別の海兵隊員、ウィルヘム・ドッドと付き合っていたが、彼はゾンビに作り変えられてしまっていた。彼女は地球外でドッドのゾンビと遭遇する。地球にいる間、彼女はアルバート・ガラティンとの関係を発展させ、最終的に彼と結婚する。 
アーリーンには、彼女がカルトだと信じていたモルモン教に改宗した1人の兄弟がいる。このことがソルトレイクシティのレジスタンスとの関係に最初の緊張感を与えている。彼女は本格的な無神論者であり、自分の信念の欠如を、主にフライに向けて顔をうかがわせるような形で、アピールすることを楽しんでいるように見える。 
彼女のフライとの関係は一見根強いようである。ウィリアム・テル事件の後、フライは彼女の海兵隊での最初の友人となり、フォボスとデイモスが侵略された時には貴重なパートナーとなった。二人はずっと前に訓練中に酔ってキスをしただけで、性的な緊張関係を解消している。二人は親友のままである。

### アルバート・ガラティン（Albert Gallatin）
元海兵隊の狙撃手でモルモン教徒のアルバート・ガラティンは、ソルトレイクシティのレジスタンスを支援する兵士の一人である。彼は自分の信仰に非常に献身的であるが、非常に冷静で合理的、友好的な人物でもある。彼はモルモンの十二使徒評議会からフライとアーリーンのロサンゼルスへの任務を手伝うように命じられ、その間に二人は恋に落ちる。やがて二人は超現実主義者の基地にいる間に結婚し、フライとアーリーンがフレッド基地を攻撃している間に残留を余儀なくされると、地球に戻り、アーリーンが最終的に帰還するまで生き延びる方法を研究し始める。 

### ジル・ラブレース（Jill Lovelace）
14歳のコンピューターハッカー、ジル・ラブレースは両親を侵略者に殺され孤児となる。モルモン教の信仰を守るためというよりは悪魔を殺すためであったが、ソルトレイクシティのレジスタンスに参加する。彼女は反抗的で嫌味な性格だが、LAのミッションチームには欠かせない存在となる。彼女はフライに恋愛感情を持つようになる。 
彼女は、差し迫った侵略を地球に警告しようとしていた友好的なエイリアンによって送信された信号を追跡するために宇宙に送られるまで、フライ、アーリーン、アルバートと一緒に行動を共にしていた。ハワイの基地に戻ろうとした彼女の試みは失敗に終わるが、後に彼女が戦争を生き延びたことが明らかになり、フライとアーリーンの冒険の歴史（最初の2つの小説）と、ハイパーリアリストと脱構築主義者の戦争の間の全体の前提に関する論説を書いた。4作目の小説の最後には、ジルは再建されたソルトレイク・タバナクルの中のAIと、劇中で目覚めることはなかったクローンとして存在している。 

### シアーズとローバック（Sears,Roebuck）
シアーズとローバックは、常にペアで遭遇する対となるエイリアン種族Klaveの2人組。フライによれば、すべてのKlaveはアーリーウープとゴンちゃんを足して2で割ったように見えるという。シアーズとローバックは、小説の3作目と4作目でフライとアーリーンを助けるために、ハイパーリアリストのエイリアンによって割り当てられる。彼らは最初に紹介された後、シリーズの残りの部分までフライとアーリーンの傍を離れなかった。地球に帰還した後は、フライとアーリーンから離れて故郷の惑星に戻っていった。彼らが登場するのはこれが最後である。 

## プロット

### Knee-Deep in the Dead（膝まで死につかる）
架空の舞台であるケルフィリスタンでの作戦中に、フリン・タッガートはフォックス中隊の指揮官であるウィームズ中尉を殴った（これはウィームズが部隊に宗教の僧侶と判明した人間に発砲するよう命じたため）後、トラブルに巻き込まれてしまった。フライが軍法会議にかけられる前に、フォボスのユニオン・エアロスペース・コーポレーション（UAC）の施設から遭難信号が届き、彼は中隊の他の隊員とともに火星の衛星へと向かった。フォックス中隊は当初、施設が放棄されていることに気付いたが、後に遭遇した敵対勢力により中隊はすぐに一掃された。 
親友のアーリーン・サンダースの身を案じたフライは、彼の見張り人を強制的に「説得」して彼を解放させ、ゾンビやデーモンに遭遇しながら、フォボスの施設内を歩き始める。フライの見張り人の運命は明らかにされることはない。やがて、アーリーンが敵の襲撃を生き延びた痕跡を見つけ、彼女を積極的に探し始め、テレポーテーション装置や廃墟となったダイモス基地にたどり着く。 
ダイモスでフライはアーリーンを見つけ、そして二人は、脱出と地球の明白な侵略を阻止するという複合的な目標を持って定めた。前と同じように、二人は基地を通り続け、ゾンビ、インプ、ピンキーデーモンと戦っていく。彼らは蒸気のデーモンと呼ばれるものに遭遇し、倒した後、新しい場所にテレポートする。 
別の生存者のビル・リッチと出会ったフライとアーリーンは、UACはダイモスではるか昔に滅びたエイリアン種族が残したアーティファクトの「ゲート」を活性化させたことを知る。ビルはまた、侵略の「オーバーマインド」のスパイダーマインドがいることを示した。3人は、ビルの命を犠牲にしながらも、スパイダーマインドを倒した。ダイモスの表層を移動していたフライとアーリーンは、デーモンによってダイモスが地球の軌道に移動しており、地球への侵略がすでに進行中であることを発見した。ダイモスの施設を覆っていた圧力ドームからは徐々に酸素が漏れ出しており、このままでは二人はやがて酸欠で死んでしまう事態になった。 

### Hell on Earth（地球上の地獄）
予備部品からロケットを構築したフライとアーリーンは、酸素の貧弱な環境のために幻覚を経験するもダイモスからの脱出に成功した。彼らの命を運命に託し、二人はテストせずに宇宙船を起動し、再突入を生き残りソルトレイクシティから歩いて数日の地点に着陸する。 
ソルトレイクシティに到着したフライとアーリーンは、人類はもはや地球上で支配的な種族ではなく、アメリカ政府が侵略者と協力していることを知る。ソルトレイクシティは、デーモンと政府の両方に抵抗している数少ない場所の一つだった。フライとアーリーンはアルバート・ガラティンに連れられ、抵抗勢力のトップである末日聖徒イエス・キリスト教会（モルモン教）の大管長に会いに行く。好むと好まざるとにかかわらず、彼らは街を離れることができないことを発見し、フライとアーリーンは、海兵隊司令部に連絡を取って政府の裏切りを確認し、ソルトレイクシティのレジスタンスについて彼らに警告した。 
レジスタンスとの戦闘や彼らの拘束のためにアメリカ陸軍、連邦捜査局、アルコール・タバコ・火器・爆発物局、内国歳入庁の「歳入徴収」攻撃部隊など、複数の部隊がソルトレイクシティに派遣された。フライとアーリーンの裏切りを知った十二使徒の会長は、2人に解決のチャンスを与える。ロサンゼルスへの攻撃部隊を率いて重要な情報を回収し、街の周囲に設置されたシールドを無効化し、アメリカ軍が作ったレジスタンスの拠点があるハワイに情報を届ける任が彼らに課せられた。この攻撃部隊には、アルバート・ガラティンとジル・ラブレースが参加している。 
西への旅の間、アーリーンはアルバートの宗教に強く反対しならがらも彼を好きになっていく。西行きの列車に忍び込んだ4人はスパイダーマインドと蒸気のデーモンを殺し、人間の人質を救出する。人質のケンは、侵略者によってサイボーグになるように改造されており、グループが取得しなければならない重要な情報源となっている。グループはロサンゼルスの空港に向かい、そこでアルバートはインプによって負傷する。 
アルバート、ジルおよびケンはハワイに向かうための航空機を発見、準備し、フライとアーリーンはディズニービル内に収容されているエネルギーシールドの破壊を試みた。彼らはシールドの無効化に成功するが、多数のモンスターによって建物内に閉じ込められてしまう。 

### Infernal Sky（地獄の空）
ハワイに到着したフライとアーリーンはやっとリラックスできたが、すぐに研究のために保管されたゾンビを含む事件に巻き込まれる。友好的なエイリアンが侵略の直前に地球にメッセージを送っており、3人はエステバン・ヒダルゴという将校と共にフォボスに戻り、ゲートを使って太陽系外の目的地に移動することになった。このブリーフィングの直前、フライとアーリーンはそれぞれ軍曹と伍長に昇格する。 
海兵隊の3人は、ヒダルゴ、ジルと共に宇宙船を目指してカリフォルニアに戻る。海軍の乗組員は遅れて到着し、船を発進させジルは取り残された。彼女は旅の途中で裏切り者の一組の人間を殺し、ハワイへの帰路につく。宇宙船は1か月半かけて火星へと航行し、4人の海兵隊員はフォボスへと到達した。彼らは、戦いつつエイリアンのメッセージが示したゲートへ向かい、ゲート内に足を踏み入れた。 
エイリアンの基地（冥王星の軌道を超えていることが後に明らかになる）へとたどり着いたフライ、アーリーン、アルバートはいくつかのエイリアン種族と遭遇したが、人間に注意を払ったエイリアンはシアーズとローバックだけであった。海兵隊は、大半のエイリアンは人類にほとんど興味がないことを知り、地球への侵略は銀河間戦争の静穏期中の戦略的な動きに過ぎなかった。この戦争は、ゲートを構築したはるか昔に滅びたエイリアンの種族によって残された11の散文作品を巡る2つの対立する文学的思考派閥（超現実主義者と脱構築主義者）の間で争われている。フライとアーリーンはまた、ワープ航法（光速に近い速度で移動するが）が存在しないこと、そして人類が銀河系の中で唯一、宗教を持っていることや「死ぬ」種族であることを知る。 
海兵隊のパーティーは、地球侵略の実行犯のエイリアン種族である「フレッド」の基地への攻撃を支援するためにシアーズとローバックによってリクルートされた。アルバートはKlave宇宙船の準備中に重傷を負い、ヒダルゴはテレポーターの事故で死亡する。フライ、アーリーン、そしてシアーズとローバックはすぐにミッションを完了するが、自分達の船に戻ることができなくなったため、4人はフレッド船に突入し接近戦で乗組員を無力化することを余儀なくされる。 

### Endgame（エンドゲーム）
拿捕したフレッド船でエイリアンの母星に向かって移動し、フライはそれまでの2か月間/200年の時を過ごし、その間に再びアルバートを見ることができないことについて落ち込んでいるアーリーンと自分達が自殺任務にロックされていると確信するシアーズ、ローバックに対応していた。最終的にフライは、フレッドの母星への着陸後、できるだけ多くのフレッドを連れていくことを計画し、グループを集めて防衛行動のための訓練と準備を開始する。 
フレッドの母星に到着した4人は惑星が荒れ果てていることに気づく。彼らはフレッドの体を蘇生することで、この惑星が急速に学習・進化する新種のエイリアン「ニュービー」に侵略されていたことを知る。海兵隊はニュービーを見つけ、ニュービーはフレッドの母星から120光年離れた惑星に連れて行く。航行中、捕らえられたニュービーは、船の進路を変えようと試み、フライに殺される前にすべてのブレーキ燃料を使い果たした。シアーズとローバックは、惑星の大気中で摩擦と空気ブレーキにより3.7キロの船を減速させることを余儀なくされ、その間に、地上の武器の命中によって助長された船への圧力により、惑星に衝突した時に船が破壊される。 
4人は衝突を生き延びて武器を探し出し、人間を発見した。彼らは捕らえられて人間の宇宙船に連れて行かれ、そこでフライとアーリーンは戦争が終わったことを知るが、人類は共産主義的な種族になり、極端な量の社会的アトミズムと死への極度の恐怖を示した。海兵隊は、ニュービーが人間に感染しており、DNAと同じレベルに存在していることを発見した。フライは、何かを信じている人間は「感染」し得ないことを理解し、船に反乱を起こした。反乱は鎮圧され、シアーズとローバックは殺され、フライとアーリーンは彼らの魂（または彼らの魂のコピー）をフォボスとデイモスのコンピューターシミュレーションに配置した。 
シミュレーションでは、フライはプログラミングが自身の記憶に影響されていることを把握し、自分自身に嘘をつくことによって、彼は何が起こったかを変更することができた。彼はアーリーンを探すためにインプやゾンビなどのデーモンの力を集め、後に彼らは心のシミュレーションに助けられ存在から進化したプログラムの中のニュービーの魂を見つけた。閉じ込められたフライとアーリーンは、彼らが自分自身のためのユートピアを作成し、侵略をフレッドの完全な敗北として覚えようと決めた（これが功を奏したのかは劇中では明らかにされない）。このその場しのぎの軍隊は、最終的に彼らの敵の一つ、「ニュービー」の「本質」を捕捉する。この本質は、基本的な現実に関係のない形にかなり急速に進化する。 
船の外では、フライとアーリーンが目を覚ました。「魂を吸う」コンピューターは人間の魂を完全に取り除くことができなかった。彼らの忠実な信者（フライを崇拝する人間達）とシアーズとローバックの遺体とともに、彼らは発進する人間の宇宙船による焼却を免れた。彼らは最初にこの惑星に彼らを連れてきたフレッド船の破壊された残骸に移動し、無傷で動作する医療ラボを見つけた。このラボを使って、彼らはそれがシンボルを使って動作することを把握する。彼らができる限りKlaveに近いシンボルを見つけて、彼らは研究室の引き出しのような部分にシアーズ（またはローバック、彼らはどちらかわからない）を押し込んで、その後、彼の相手を復活させるシアーズやローバックの体を復活させ、マシンを起動した。シアーズとローバックが復活した後、彼らは難破船の残骸の中から破壊されなかった無傷の脱出ポッドを見つけ、それを使用して惑星の軌道に乗り込み、惑星の人工月から別の船に乗った。彼らは地球に向かっているニュービー人間の後を追ったが、到着時に、ニュービーは地球には来なかったことが判明し、彼らはおそらく（ゲームフォースが捕らえていたニュービーの魂によって影響を受けたため）存在からも進化した。再建されたソルトレイクシティ（第三作目で核兵器によって破壊された）で着陸、フライとアーリーンは、ジルとアルバートに何が起こったのかを調べるために礼拝堂に向かった。二人は、AIとジルのクローン、そしておそらく彼の知性が含まれている「Albert」とだけラベル付けされた光り輝くブラックボックスに遭遇する（フライとアーリーンは、アルバートが再びアーリーンに会えるようにするために、人間の寿命を延ばす方法を長年研究していたことを発見する）。 

## ゲームとの相違点
ゲームと小説の間にはいくつかの注目すべき違いがある。 
- ゲームでは、ドゥームガイには名前がない。id Softwareの未使用の設計文書である『The Doom Bible』は、様々な主人公の名前を提案されている。たとえば、ローレライ・チェン（Lorelei Chen）、ジョン・"ペトロ"・ピエトロビッチ（John "Petro" Pietrovich）、ディミトリ・パラモ（Dimitri Paramo）、ティ・バレット（Thi Barrett）などである。
- デーモンはフレッドによって遺伝子操作されたクリーチャーであり、地獄の実際のデーモンではない。さらに、マリーンは小説のどの時点でも実際の地獄には行くことはない。
- シリーズの背景は亜光速で戦われる銀河間戦争であり、地球はほとんど取るに足らない紛争地帯である。
- ゲームでは、ドゥームガイはかなり大型のロケットを50発持ち運ぶことができる。小説では、フライが彼の個人用ロケットランチャーの弾薬として拾うロケットは小型バッテリーサイズであり、彼はそれらを50発持ち運べるようになっている。
- 最初の本では、フライが個人的にDoomゲームに登場するすべての武器とアイテムに遭遇して使用するが、同書ではさまざまな種類のライフルやピストルなどの小説独自の追加武器も登場する。小説の多くでフライが選んだ武器は「シグカウ」ライフルである。
- ゲームでは、インプ（小説では「スピニー」とも呼ばれる）は悪魔的な存在であり、手から生み出した炎をミサイル兵器のように使うことができる。本のよりサイエンスフィクションのテーマに合わせて、本のインプはナパーム型の粘液を持ち、手に吐き出して投げつける。後にid Softwareは、Doom 3のインプに対してこのアイデアを使用した。
- 同様に、大きなミノタウロスのようなヒツジ男バロン・オブ・ヘル（本では「ヘルプリンス」と呼ばれる）は、手で緑の炎を生み出しプレイヤーに投げつけるが、小説では手に取り付けられたプラズマランチャーを使用していると説明される。
- ゲームでは、ロストソウルズは永遠に呪われた魂で、飛ぶ角のある燃え盛る頭蓋骨として登場する。小説（「Flying Skulls」という名前が付けられている）では、SFテーマに合わせて、ロケットエンジンが取り付けられた機械的な頭蓋骨であり、実際にはDoomのベータ版のオリジナルデザインに近くなっている。

## ノート
- ab Hugh, Dafydd; Brad Linaweaver (1995). DOOM: Knee-deep in the dead: a novel. New York: Pocket Star Books. ISBN 0-671-52555-7  ab Hugh, Dafydd; Brad Linaweaver (1995). DOOM: Knee-deep in the dead: a novel. New York: Pocket Star Books. ISBN 0-671-52555-7  ab Hugh, Dafydd; Brad Linaweaver (1995). DOOM: Knee-deep in the dead: a novel. New York: Pocket Star Books. ISBN 0-671-52555-7

- ab Hugh, Dafydd; Brad Linaweaver (1995). DOOM: Hell on Earth: a novel. New York: Pocket Star Books. ISBN 067152562X

- ab Hugh, Dafydd; Brad Linaweaver (1996). DOOM: Infernal Sky: a novel. New York: Pocket Books. ISBN 0-671-52563-8

- ab Hugh, Dafydd; Brad Linaweaver (1996). DOOM: Endgame: a novel. New York: Pocket Books. ISBN 0-671-52566-2

- Costello, Matthew (2008). DOOM 3: Worlds on Fire. Id Software, Inc.. New York: Pocket Star Books. ISBN 1-4165-4980-3